# 鎮坪県
鎮坪県（ちんへい-けん）は中華人民共和国陝西省安康市に位置する県。

## 行政区画
- 鎮:城関鎮、曽家鎮、牛頭店鎮、鍾宝鎮、上竹鎮、華坪鎮、曙坪鎮